# Marco Rossati
Marco Rossati (Vezzano sul Crostolo, 25 luglio 1943) è un pittore italiano.

## Biografia
Ha studiato all'Istituto d'arte e all'Accademia di Belle Arti di Via Ripetta, a Roma, con Mino Maccari, Renato Guttuso, Franco Gentilini, Ferdinando Bologna . Ha poi insegnato nella stessa Accademia come docente non titolare.
Attualmente è direttore della Scuola di Pittura Scienza dell'Arte di Roma.
Dalla fine degli anni settanta è tra i protagonisti dei movimenti (attivi soprattutto a Roma) improntati alla riflessione sulla Classicità italiana e sui suoi rapporti col pensiero esoterico (Postmoderno, Anacronismo...), movimenti che hanno avuto tra i principali esegeti Paolo Portoghesi, Maurizio Calvesi, Claudio Strinati.
Dagli anni novanta in poi, nel lavoro di Rossati acquistano maggiore presenza gli elementi e le atmosfere di surrealtà visionaria, in lui più che latenti già dalle opere giovanili.
Formatosi sullo studio degli antichi, tutta la sua pittura è caratterizzata da una tensione formale, fondata sull'idea di “tecnica” come struttura inalienabile dell'arte.
Collabora con riviste e quotidiani come saggista. 
Ha pubblicato la raccolta di poesie Abacuc (Semar Editore, 1996 con la prefazione di Cesare Vivaldi).
È presidente dell'Unione Artisti (ONLUS) e di Scienza dell'Arte.
Nel 2004 gli è stato conferito il Premio Tarquinia Cardarelli.
Vive e lavora a Roma. 

## Collezioni pubbliche
- Museo d'Arte Moderna di Aosta.
- Museo d'Arte Moderna di Foggia.
- Civica Galleria d'Arte Moderna di Gallarate - Milano.
- Palazzo di Città – Acireale – Catania.
- Convento dell'Ara Coeli in Campidoglio – Roma.
- Palazzo Corrodi (Piazza del Popolo) – Roma.
- Museo Nazionale dell'Arma dei Carabinieri – Roma.
- Museo Bargellini – Pieve di Cento – Bologna.